# XMMS
XMMS, voluit X MultiMedia System, is een multimediaspeler die draait onder de meeste op Unix-gelijkende besturingssystemen zoals Linux en BSD. XMMS maakt gebruik van GTK1 en is geschreven in de programmeertalen C en C++.

## Geschiedenis
Het had tussen in 1997 en 1999 (toen het nog niet open source was) de naam X11AMP, momenteel wordt het verspreid onder de GPL en is het dus vrije software. Het is gebaseerd op de toolkit GTK+, waarvan ook andere GNOME-applicaties gebruikmaken.

## Mogelijkheden
De laatste versie is 1.2.11, uitgebracht op 16 november 2007. Deze versie kan een groot aantal mediaformaten afspelen, zoals MP3, WAV, Ogg Vorbis en vele anderen, naarmate de desbetreffende plug-in is geïnstalleerd.
XMMS kan verschillende plug-ins gebruiken om de mogelijkheden te vergroten en de grafische gebruikersomgeving (GUI) kan veranderd worden door middel van skins (thema's). Ook skins die ontworpen zijn voor het closed-source-programma Winamp worden ondersteund met behulp van een plug-in.

## Forks en opvolger
Omdat XMMS nooit de overstap waagde van GTK1 naar GTK2, zijn er enkele forks verschenen, die wel van GTK2 gebruikmaken. Deze zijn:
- Beep Media Player; begon rond 2003 en de laatste versie (0.9.7.1) kwam uit oktober 2005. De opvolger is het vrijwel volledige herschreven BMPx en deze deelt dus nog maar erg weinig broncode met XMMS.
  - Audacious is weer een fork van de laatste versie van Beep Media Player.

XMMS2 is de officiële opvolger van XMMS. Het is een nieuw project dat ook volledig is herschreven en is begin 2003 gestart door het XMMS-ontwikkelaarsteam.